# Кагаян-де-Оро
Кагая́н-де-О́ро — город на Филиппинах, административный центр провинции Восточный Мисамис. Население — 568 283 чел. (по оценке 2010 года).

## География
Город Кагаян-де-Оро расположен на юге Филиппин, в северной части острова Минданао, на берегу залива Макаджалар. На юге граничит с провинциями Букиднон и Северный Ланао, на востоке — с городом Таголоан, на западе — с городом Ополь.

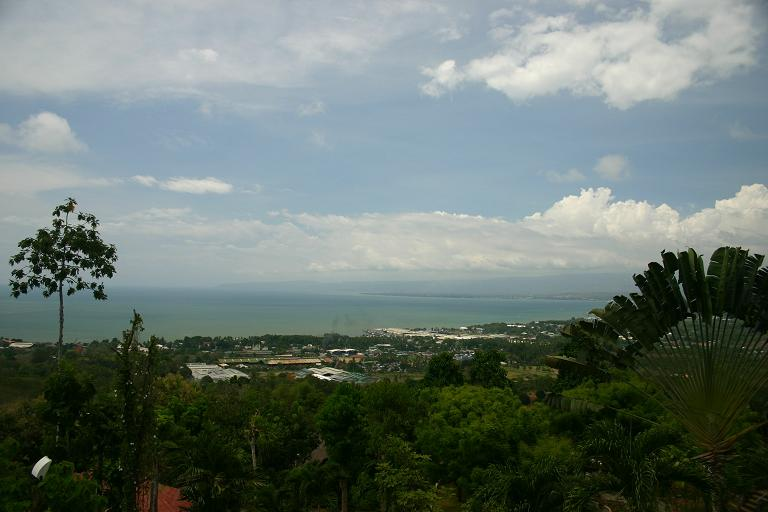
Вид на город с окрестных высот.

## История
Первое поселение на территории города датируется 377 г. до н. э.
В 1622 году в районе современного Кагаян-де-Оро высадились два испанских монаха-августинца. В 1626 году дату (правитель) Салангсанг перенёс по совету одного из монахов свою столицу ниже по реке. Позже испанцы укрепили город, подвергавшийся нападениям войск султана Сулу. Одной из причин постоянных конфликтов с султанатом состояла в том, что местные жители под воздействием проповедей католических миссионеров приняли христианскую веру, в то время как население султаната исповедовало ислам. Тем не менее, противостояние христиан и мусульман в регионе продолжалось ещё около 250 лет.

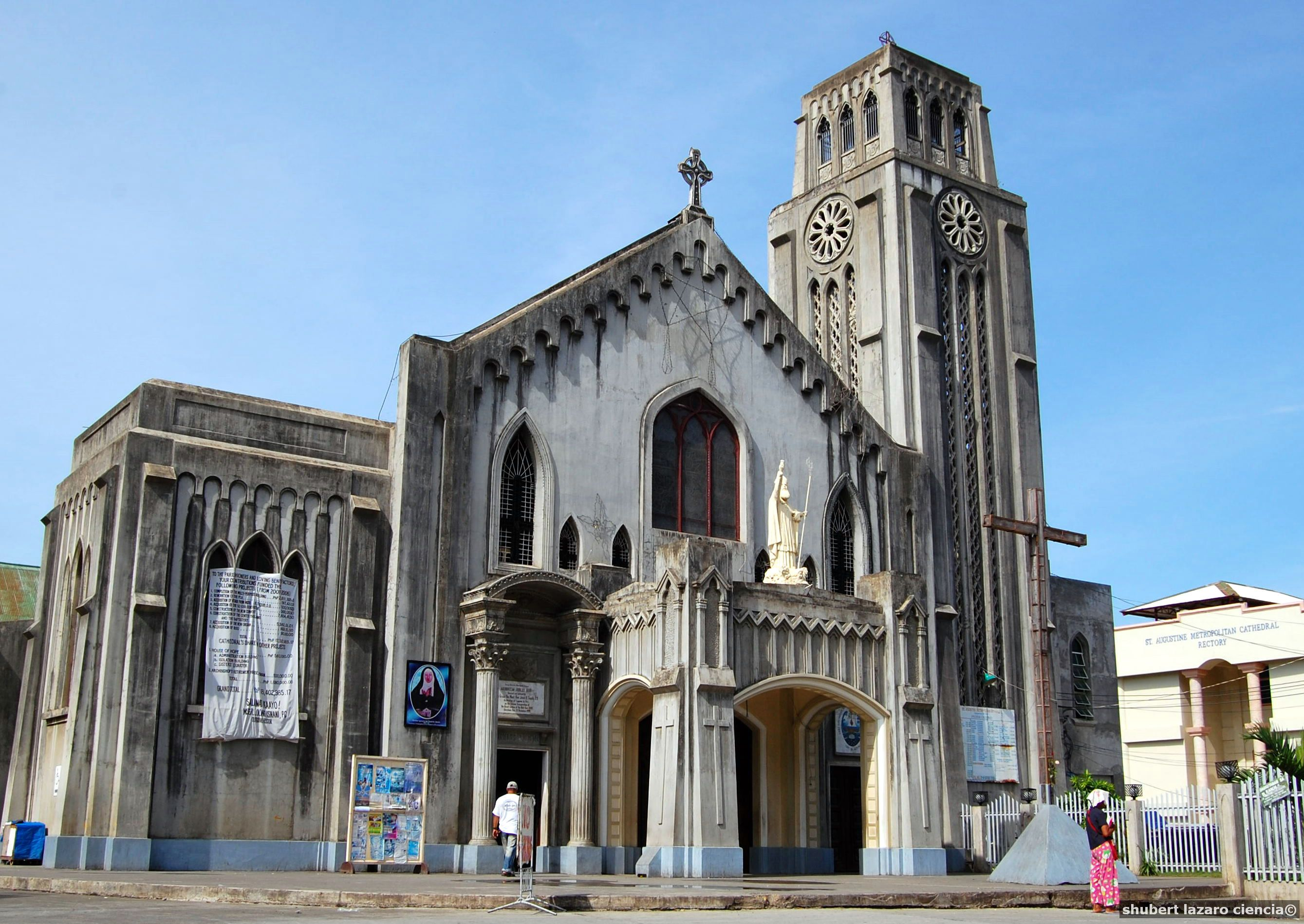
Собор Св. Августина.

В 1738 году испанцы окончательно утвердили свою власть над городом. В 1818 году Мисамис получил статус провинции, и одним из четырёх округов стал Партидос-де-Кагаян (исп. Partidos de Cagayan).
В 1871 году Партидос де Кагаян получил статус небольшого города (англ. town) и стал постоянной столицей региона. В 1883 году в городе расположилось испанское руководство сразу нескольких провинций острова Минданао. Благодаря этому небольшой городок стал стремительно развиваться, превратившись в коммерческий и торговый центр.
В 1898 году во время американо-испанской войны на Филиппинах высадились американские войска, но Кагаян окончательно перешёл в их руки только в 1900 году.
После американского завоевания жизнь постепенно началась налаживаться. В 1928 году в городе была основана школа Св. Августина — предшественница Университета Хавьер и школы Лурдес. В 1950 году, уже после обретения Филиппинами независимости, президент Эльпидио Кирино своим указом присвоил Кагаяну статус города (англ. city).
Во второй половине XX века город начал быстро расти, и в 1983 году филиппинское правительство присвоило ему звание самого высокоурбанизированного города страны.
Город сильно пострадал от действий тайфуна в середине декабря 2011 года. Число жертв превысило 580 человек.

## Население
Как уже отмечалось выше, город быстро растёт. Если по переписи 2000 года в городе проживало 389 718 чел., то в 2010 году — 568 283 чел.

## Экономика
Для современного Кагаян-де-Оро свойственна такая черта, как быстрый рост населения. Экономическую основу города составляют: выращивание сельскохозяйственных культур, добыча полезных ископаемых, туризм. В городе хорошо развита инфраструктура; существует множество учреждений систем образования и здравоохранения. В окрестностях города выращивают рис, копру и маис. Уровень инфляции в 2004 г. составил 5,8 %.

### Транспорт
Суммарная протяжённость дорожной системы города превышает 520 км. В Кагаяне зарегистрировано около 30 000 автомобилей. В городе есть порт, через который осуществляется морские рейсы по пяти маршрутам. Также в городе есть аэропорт.

## Города-побратимы
- Лоундейл[англ.], США (1986)
- Тайнань, Китайская Республика (2005)
- Харбин, КНР (2007)
- Норфолк, США (2008)